# Авраамиев Богоявленский монастырь
Авраа́миев Богоявле́нский монасты́рь — женский (исторически мужской) монастырь Ростово-Ярославской епархии Русской православной церкви в Ростове Великом, древнейший по времени основания монастырь города. 
В прошлом, как и многие русские средневековые монастыри, имел облик монастыря-крепости, но в 1930-е годы крепостные стены были разобраны.

## История
Предание об основании монастыря содержится в житии Авраамия Ростовского. Согласно преданию, на этом месте некогда стоял каменный идол Велеса, которому поклонялись древние жители этих мест. Он был разрушен благодаря апостолу Иоанну Богослову, который явился сюда после молитвы отшельника Авраамия и дал ему жезл: им и был сокрушён идол. На месте поверженной языческой святыни отшельник построил храм и основал монастырь.
В исторической науке вопрос о времени и обстоятельствах основания монастыря считается спорным. Евгений Голубинский и Арсений Кадлубовский отказывались считать Авраамия основателем обители (которая впервые упоминается в Лаврентьевской летописи под 1261 годом) и рассматривают его как церковного деятеля XIV века (а временем написания первоначальной редакции жития большинство учёных признаёт XV век).

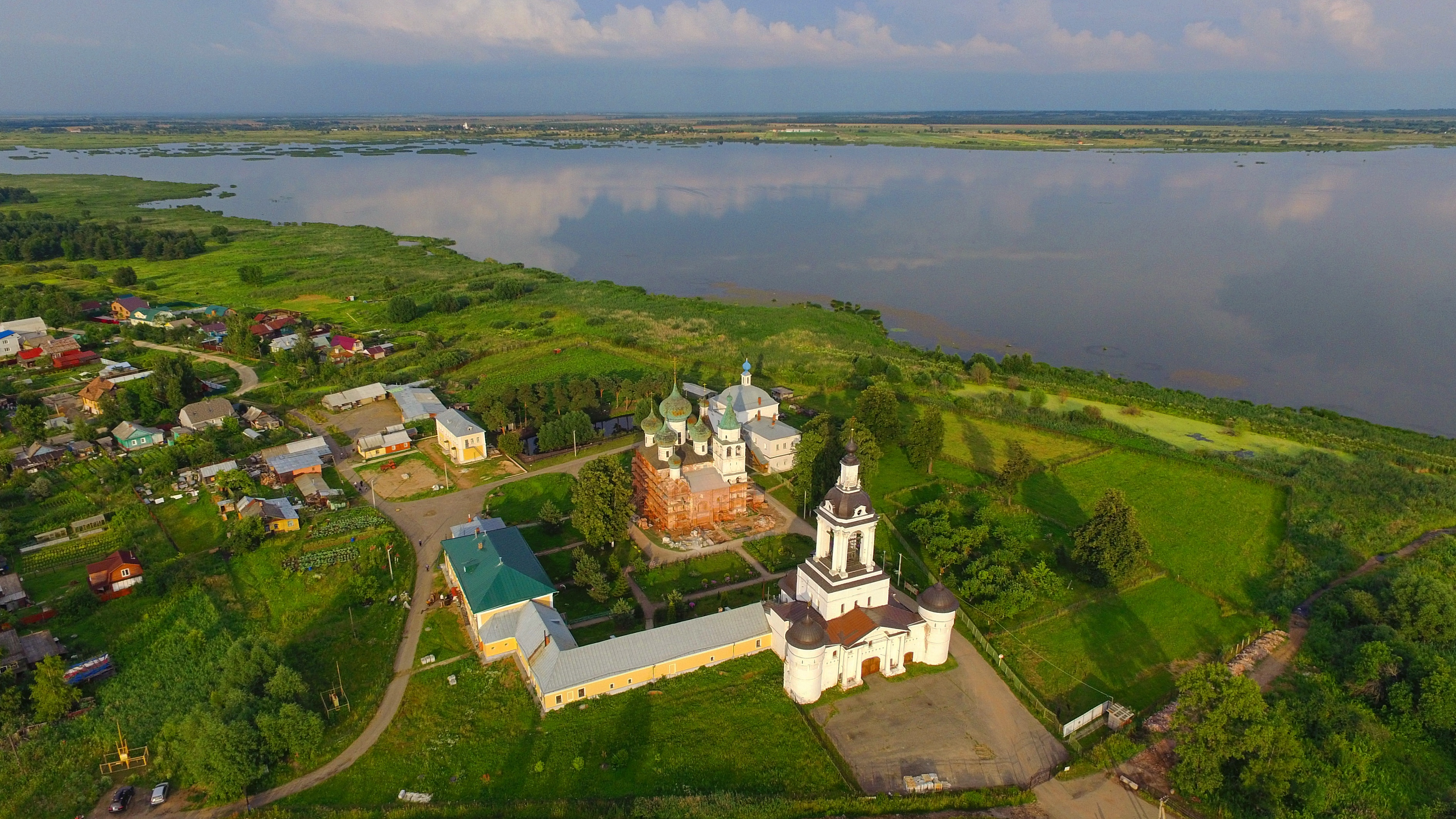
Общий вид в сторону озера

Жезл Авраамия долгое время хранился в монастыре. Перед походом на Казань царь Иоанн Грозный совершил паломничество в монастырь и взял отсюда жезл Авраамия. После взятия Казани царь в 1553—1555 годах построил в монастыре собор в честь Богоявления Господня — один из наиболее ранних памятников обетного строительства, предпринятого Иоанном IV по взятии Казани (1552); также один из первых многопрестольных храмов средины XVI века, в которых программа посвящений получает выражение в устройстве придельных церквей.
В Смутное время монастырь был разграблен поляками. В середине XVII века при архимандрите Ионе возведены каменные Введенская (1650) и надвратная Никольская (конец XVII века) церкви.
В 1860 году Фёдор Верховцев выполнил новую раку для мощей преподобного Авраамия.
В 1914 году на территорию обители были временно переведены Евфросиниев Полоцкий женский монастырь, Витебское епархиальное училище; насельники же переселились в ростовский Спасо-Яковлевский монастырь.

В середине XVIII века, после канонизации Димитрия Ростовского, более заметным стал Спасо-Яковлевский монастырь. Выстроенный на окраине Авраамиев отошёл на второй план, хотя его по-прежнему навещали члены царской семьи, бывали также Иоанн Кронштадтский и патриарх Тихон. 

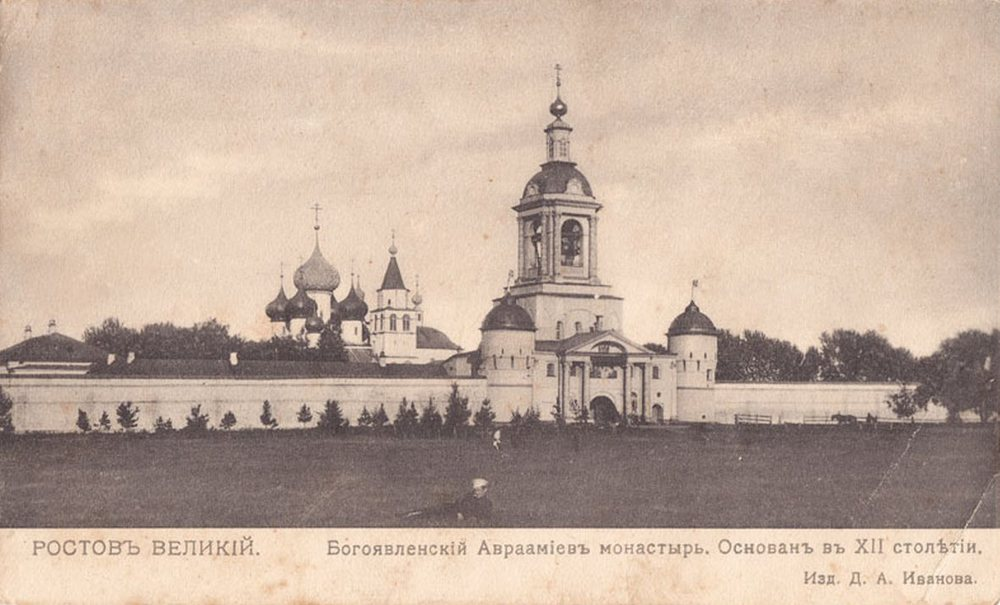
Монастырь на дореволюционной открытке

В 1923 году в монастыре верующие окрестных слобод организовали религиозную общину, первым настоятелем которой стал архимандрит Неофит (Коробов). 3 марта 1926 года здания монастыря были официально переданы Ростовскому музею древностей, однако община продолжала существовать до 16 июля 1929 года, когда постановлением Президиума ВЦИК она была ликвидирована. После её закрытия духовенство, окормлявшее членов общины, перешло служить в Успенский кафедральный собор.
В 1930 году начали разрушать стены монастыря. В Богоявленском соборе разместили зерносклад, в Никольской церкви — воинскую часть, жильё, в Введенской — детский сад, затем санаторий и наконец — вытрезвитель. К концу XX века все постройки требовали срочного ремонта, особенно Богоявленский собор, находившийся в аварийном состоянии.
В 1990-х годах обитель возрождена: в 1993 году в монастыре было учреждено подворье храма Нерукотворного образа Спасителя московского Андроникова монастыря, преобразованное в 1994 году в патриаршее подворье. Обязанности настоятеля подворья исполнял настоятель храма Нерукотворного образа протоиерей Вячеслав Савиных.
В 2004 году по благословению Священного синода Русской православной церкви патриаршее подворье было преобразовано в Авраамиев Богоявленский женский монастырь Ярославской епархии.

## Современная жизнь обители

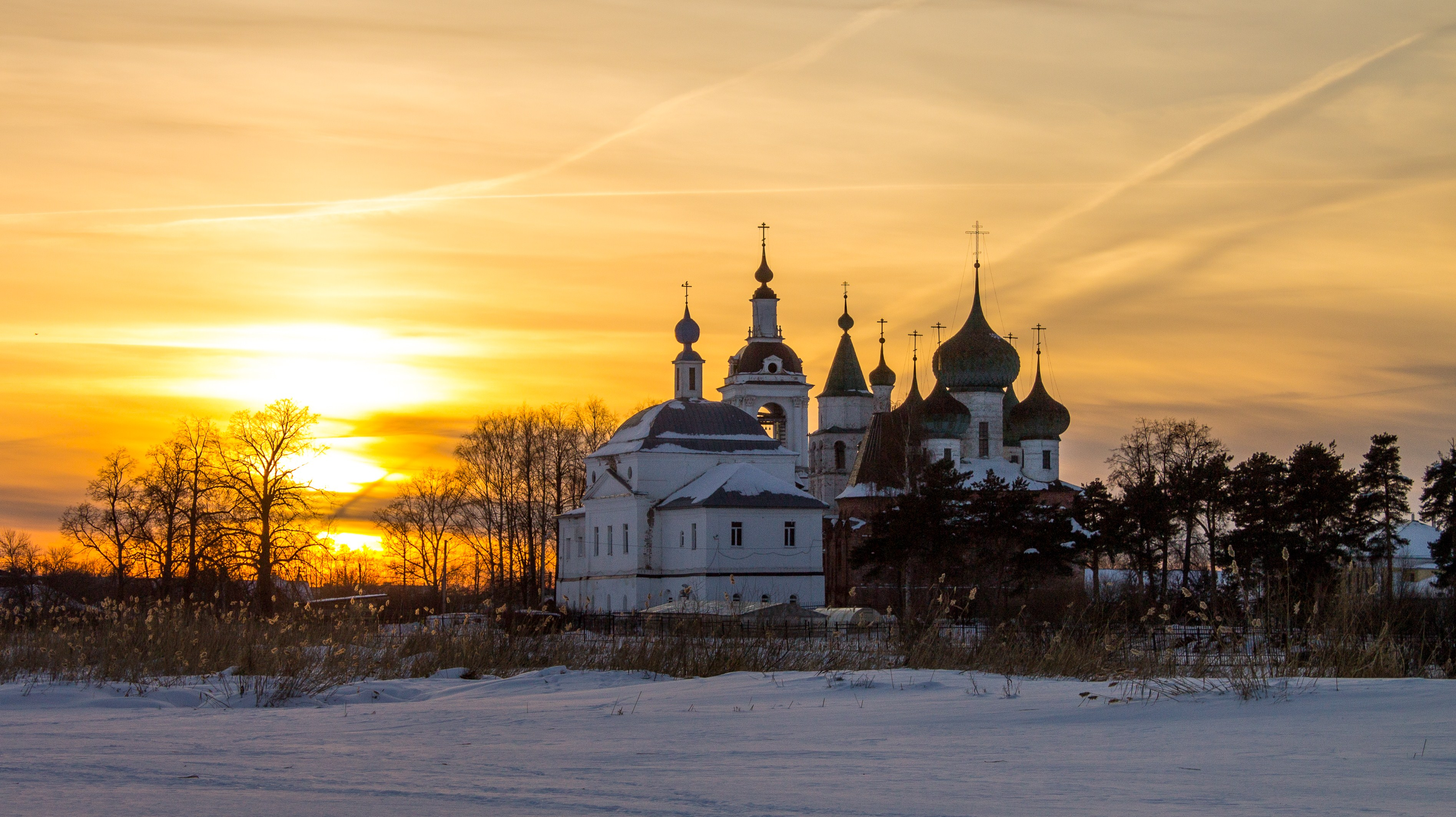
Храмы обители в 2018 году

Богоявленский собор находится в аварийном состоянии. Качество реставрационных работ вызывает претензии у градозащитников и органов охраны памятников. Элементы и конструкции, возводимые взамен утраченных, не соответствуют историческому облику. В 2015 году при проведении работ произошло обрушение сводов паперти.
Настоятельницей монастыря со дня преобразования до кончины 11 февраля 2022 года была игумения Миропия (Юрченкова).

## Сохранившиеся здания
- Богоявленский собор (1553—1555)
- Введенская церковь (1650, с последующими перестройками)
- Надвратная Никольская церковь с двумя башнями (конец XVII века, надстроена в период классицизма)

## Настоятели
1. Преп. Авраамий (1080—1110)
2. Прохор (? — 1119)
3. Феодорит
4. Иов
5. Адриан
6. Панкратий
7. Иоаким I
8. Гурий
9. Иона I
10. Дионисий (ок. 1238)
11. Св. Игнатий (1261—1262)
12. Стефан (ок. 1288)
13. Иона II
14. Арсений (Луговской-Грива) (? — 1365)
15. Авраамий II
16. Иосиф I
17. Св. Григорий Пельшемский (Лопот)
18. Корнилий (ок. 1546)
19. Иоаким II
20. Иона III (ок. 1563—1564)
21. Феодорит (1571)
22. Иосиф I (1580)
23. Афанасий (20 июля 1584)
24. Иосиф II (1589)
25. Феодосий (1594)
26. Иосиф III (упоминается в 1618 году)
27. Симон (1629—1633)
28. Гермоген (? — после 1640)
29. Иона IV Сысоевич 1646—1652 гг.
30. Варлаам (определен 24 декабря 1652)
31. Дионисий (декабрь 1655 по 1667)
32. Антоний (ноябрь 1668)
33. Нифонт (в июле, ноябре 1677)
34. Герасим (1682—1687)
35. Иоасаф I (1701)
36. Адриан (1706—1723)
37. Гавриил (1727—1742)
38. Георгий (18 июля 1742—1743)
39. Иосиф IV (3 сентября 1743 — 27 марта 1775)
40. Авраамий (Флоринский) (1775—1786)
41. Ювеналий I (18 мая 1786 — 16 мая 1793)
42. Иосиф (Быков) (23 мая 1793 — 9 января 1798)
43. Никон (10 мая 1798 — 30 ноября 1799)
44. Иоасаф (Сретенский) (1 марта 1800—1808)
45. Анатолий (Ставицкий), с 1 ноября 1808 г.- 6 февраля 1820 г.
46. Неофит (Докучаев-Платонов) (8 февраля 1820—1821)
47. Нафанаил I (Павловский) (26 июля 1821—1827)
48. Макарий (9 октября 1830 — 9 апреля 1836)
49. Николай (Доброхотов) (9 апреля 1836—1841)
50. Афанасий (Дроздов) (24 апреля 1841—1842)
51. Иосаф III (Покровский) (21 сентября 1842—1844)
52. Софоний (Сокольский) (23 августа 1844 — 26 апреля 1847)
53. Иоанникий (Горский) (29 июня 1847—1850)
54. Никодим (Казанцев) (3 апреля 1850—1854)
55. Антоний (Радонежский) (6 мая 1854—1858)
56. Иустин (Охотин) (26 мая 1858—1871)
57. Нафанаил (Леандров) (февраль 1873—1878)
58. Феодосий (Рождественский) (октябрь 1878 — 31 марта 1881)
59. Геласий (Клементьев) (март 1881 — 18 мая 1888)
60. Серафим (6 августа 1888 — 26 ноября 1891)
61. Ювеналий II (Штынкин) (27 декабря 1891—1897)
62. Герман (29 апреля 1897—1910)
63. Николай (Воскобойников) (1910—1915)
64. Мефодий (1915—1919)
65. Свящмуч. Неофит (Коробов) (1920—1927)
66. Сергий (Озеров) (1927—1929)
67. Симеон (Филиппов) (1929—1931)
68. Миропия (Юрченкова) (25 апреля 2004 ― 11 февраля 2022)[9]
69. Авраамия (Сорокина) (с 16 мая 2023)